# Walter Lindsay
Sir Walter Fullarton Lodovic Lindsay, KCB, DSO (* 15. Mai 1855 in Kensington; † 7. März 1930 in London) war ein britischer Offizier und zuletzt Generalmajor der British Army, der unter anderem zwischen 1912 und 1914 Kommandeur der 55th (West Lancashire) Division sowie zu Beginn des Ersten Weltkrieges nach der im August 1914 erfolgten Aufstellung Kommandeur der Royal Artillery der Britischen Expeditionsstreitkräfte BEF (British Expeditionary Force) war. Er war zudem zwischen April und Juni 1915 Kommandeur der 50th (Northumbrian) Division.

## Leben

### Ausbildung und Verwendungen als Offizier der Artillerie

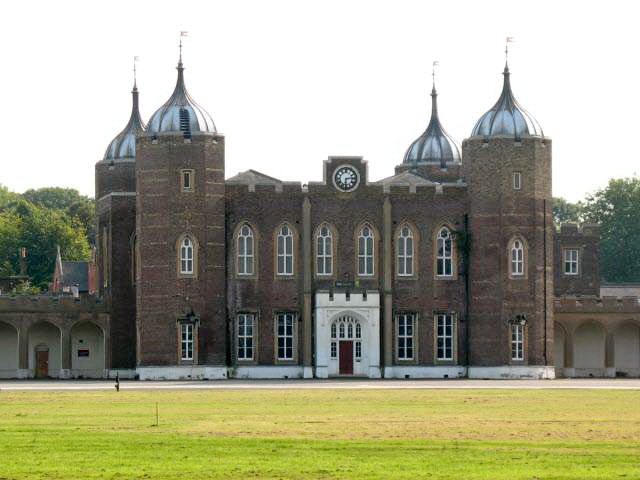
Lindsay absolvierte eine Offiziersausbildung an der Royal Military Academy Woolwich.

Walter Fullarton Lodovic Lindsay, dessen Vater Alexander Lindsay als Hauptmann im Kavallerieregiment 8th King’s Royal Irish Hussars diente, absolvierte nach dem Schulbesuch eine Offiziersausbildung an der Royal Military Academy Woolwich und wurde nach deren Abschluss als Leutnant (Second Lieutenant) in die Royal Artillery übernommen. Er nahm 1882 am Anglo-Ägyptischen Krieg teil und wurde am 1. Januar 1884 zum Hauptmann (Captain) befördert. Im Laufe weiterer Verwendungen wurde er am 27. Januar 1892 zum Major befördert und 1900 für seine Verdienste im Zweiten Burenkrieg (1899 bis 1902) zum Companion des Distinguished Service Order (DSO) ernannt. 
Lindsay diente nach dem Burenkrieg wieder bei der Royal Horse and Royal Field Artillery und wurde am 14. November 1900 auch zum Oberstleutnant (Lieutenant-Colonel) befördert. Nachdem er durch Royal Warranr vom 10. Februar 1904 den Brevet-Rang eines Oberst (Brevet Colonel) verliehen wurde, wurde er nach Beendigung einer fünfjährigen Dienstzeit als Oberstleutnant in einem Regiment am 17. November 1905 kurzzeitig auf Halbsold (Half-pay) gesetzt. Am 29. November 1905 wurde er von der Halbsold-Liste genommen und bei gleichzeitiger Beförderung zum Oberst (Colonel) zum Stabsoffizier der Royal Horse and Field Artillery ernannt. Im Anschluss wurde er am 21. Juli 1906 Kommandeur  der Royal Horse and Field Artillery im Heereskommando Süd (Southern Command) und war daraufhin vom 20. August 1907 bis zum 1. Oktober 1908 bei gleichzeitiger Verleihung des zeitlich befristeten Dienstgrades eines Brigadegenerals (Temporary Brigadier-General) Kommandeur der Royal Artillery der 3. Division (3rd Division). Er wurde für seine Verdienste 1908 Companion des Order of the Bath (CB). 

### Aufstieg zum Generalmajor, Erster Weltkrieg und Zwischenkriegszeit
Walter Lindsay übernahm am 1. Oktober 1908 unter Beibehaltung des zeitlich befristeten Dienstgrades eines Brigadegenerals von Generalmajor Sir Alexander Rochfort den Posten als Inspekteur der Artillerie (Inspector of Royal Horse and Royal Field Artillery) im Kriegsministerium (War Office). Er wurde in dieser Verwendung am 7. Februar 1912 zum Generalmajor (Major-General) befördert, nachdem durch den Tod von Generalmajor Arthur Henniker-Major am 6. Februar 1912 ein entsprechender Dienstgrad frei wurde. Er bekleidete den Posten als Inspekteur der Artillerie bis zum 1. Mai 1912, woraufhin Oberst Henry S. Horne ihn ablöste. Daraufhin löste er am 3. Juni 1912 Generalmajor Edward Cecil Bethune als Kommandeur der 55th (West Lancashire) Division ab und hatte dieses Kommando bis zu seiner Ablösung durch Generalmajor Frederick Hammersley am 25. August 1914 inne.
Zu Beginn des Ersten Weltkrieges wurde Generalmajor Walter Lindsay am 25. August 1914 nach der im August 1914 erfolgten Aufstellung Kommandeur der Royal Artillery im Hauptquartier der Britischen Expeditionsstreitkräfte BEF (British Expeditionary Force) und verblieb in dieser Verwendung bis zu seiner Ablösung durch Brigadegeneral John Philip Du Cane am 28. Januar 1915. Für seine Verdienste wurde er am 18. Februar 1915 als Knight Commander des Order of the Bath (KCB) nobilitiert, wodurch er fortan den Namenszusatz „Sir“ führte. Am 1. März 1915 wurde er wiederum Stabsoffizier und Inspekteur der Royal Horse and Royal Field Artillery.
Lindsay war daraufhin als Nachfolger von Generalmajor Benjamin Burton zwischen April und seiner Ablösung durch Generalmajor Rudolph Lambart, 10. Earl of Cavan im Juni 1915 Kommandeur der 50th (Northumbrian) Division. Nach weiteren Verwendungen wurde er zum 6. April 1916 zum Hauptquartier der British Army abgeordnet und verblieb dort bis zum 17. November 1917. Mit Erreichen der Altersgrenze wurde er am 17. November 1917 in den Ruhestand versetzt. Zuletzt übernahm er als Nachfolger von Generalmajor John Booth Richardson am 1. November 1923 das Ehrenamt als Colonel Commandant des Royal Regiment of Artillery und bekleidete dieses bis zu seinem Tode am 7. März 1930. Er war seit 1891 mit Ethel Lindsay verheiratet.